# Topdressing
Als Topdressing bezeichnet man das regelmäßige Ausbringen kleiner Sandmengen (0,5–2,0 l/m²) auf kurz gemähten Rasenflächen. Dieser Arbeitsgang wird häufig auf Golfgrüns durchgeführt, um die Spieleigenschaften zu verbessern. Als Topdressmaterial sollte ein ähnlicher Sand wie in der Rasentragschicht verwendet werden (Körnungsgröße 0,1 bis 1,0 mm).
Topdressingsand wird im trockenen Zustand in die Grasnarbe mit einer Bürste, einem Rechen, einer Harke oder einem Rasenrakel eingekehrt. Der Sand muss unkrautfrei sein. Daher wird er nach Möglichkeit in einer Halle zwischengelagert, um ihn vor Regen und Unkrauteintrag zu schützen.